# USオープンカップ
ラマー・ハント・U.S.オープンカップ（英語: Lamar Hunt U.S. Open Cup）はアメリカ合衆国におけるサッカーのカップ戦である。アメリカ合衆国サッカー連盟によって組織される。

## 概要
1914に第1回が開催され、当初はナショナル・チャレンジカップとして知られていた。1999年にはNASLやMLSの設立に関わったラマー・ハントの功績を称え、ラマー・ハント・U.S.オープンカップと改称された。ノックアウトトーナメント方式で行われ、優勝チームにはCONCACAFチャンピオンズカップ出場権が与えられる。
大会は国内トップリーグのMLSからアマチュアリーグである合衆国成年サッカー協会（USASA）まで門戸が開かれている。
しかしMLSは2024年MLSネクスト・プロの所属リザーブチームを派遣を表明したが、全米連盟は拒否され現在も揉めている。

## 優勝クラブ
- 1914 ブルックリン・フィールド・クラブ
- 1915 Bethlehem Steel F.C.
- 1916 Bethlehem Steel F.C.
- 1917 Fall River Rovers
- 1918 Bethlehem Steel F.C.
- 1919 Bethlehem Steel F.C.
- 1920 Ben Miller F.C.
- 1921 Robbins Dry Dock F.C.
- 1922 Scullin Steel F.C.
- 1923 Paterson F.C.
- 1924 フォールリバーFC
- 1925 Shawsheen Indians
- 1926 Bethlehem Steel F.C.
- 1927 フォールリバーFC
- 1928 ニューヨーク・ナショナルSC
- 1929 Hakoah All-Stars
- 1930 フォールリバーFC
- 1931 フォールリバーFC
- 1932 New Bedford F.C.
- 1933 Stix Baer and Fuller F.C.
- 1934 Stix Baer and Fuller F.C.
- 1935 Central Breweries F.C.
- 1936 German-Americans
- 1937 ニューヨーク・アメリカンFC
- 1938 Chicago Sparta A.B.A.
- 1939 St. Mary's Celtic S.C.
- 1940 Baltimore S.C./ Chicago Sparta A.B.A.
- 1941 Pawtucket F.C.
- 1942 Gallatin S.C.
- 1943 Brooklyn Hispano
- 1944 Brooklyn Hispano
- 1945 Brookhattan F.C.
- 1946 シカゴ・バイキングFC
- 1947 Ponta Delgada S.C.
- 1948 Simpkins-Ford S.C.
- 1949 Morgan S.C.

- 1950 Simpkins-Ford S.C.
- 1951 German Hungarian S.C.
- 1952 Harmarville S.C.
- 1953 ファルコンズSC
- 1954 ニューヨーク・アメリカンズ
- 1955 Eintracht Sport Club
- 1956 Harmarville S.C.
- 1957 Kutis S.C.
- 1958 ロサンゼルス・キッカーズ
- 1959 McIlvaine Canvasbacks
- 1960 Ukrainian Nationals
- 1961 Ukrainian Nationals
- 1962 New York Hungaria
- 1963 Ukrainian Nationals
- 1964 ロサンゼルス・キッカーズ
- 1965 NY Ukrainians
- 1966 Ukrainian Nationals
- 1967 グリークアメリカンAA
- 1968 グリークアメリカンAA
- 1969 グリークアメリカンAA
- 1970 Elizabeth S.C.
- 1971 Hota S.C.
- 1972 Elizabeth S.C.
- 1973 Maccabee S.C.
- 1974 グリークアメリカンAA
- 1975 Maccabee S.C.
- 1976 サンフランシスコAC
- 1977 Maccabee S.C.
- 1978 Maccabee S.C.
- 1979 ブルックリン・ドジャースSC
- 1980 N.Y. Pancyprian-Freedoms
- 1981 Maccabee S.C.
- 1982 N.Y. Pancyprian-Freedoms
- 1983 N.Y. Pancyprian-Freedoms
- 1984 A.O. Krete
- 1985 グリークアメリカンAC

- 1986 Kutis S.C.
- 1987 クラブ・エスパーニャ
- 1988 ブッシュSC
- 1989 HRCキッカース
- 1990 AACイーグルス
- 1991 ブルックリン・イタリアンSC
- 1992 サンノゼ・オークス
- 1993 CDメキシコ
- 1994 グリークアメリカンAC
- 1995 リッチモンド・キッカーズ(USISL)
- 1996 D.C. ユナイテッド(MLS)
- 1997 ダラス・バーン(MLS)
- 1998 シカゴ・ファイアー(MLS)
- 1999 ロチェスター・レイジングライノス(Aリーグ)
- 2000 シカゴ・ファイアー(MLS)
- 2001 ロサンゼルス・ギャラクシー(MLS)
- 2002 コロンバス・クルー(MLS)
- 2003 シカゴ・ファイアー(MLS)
- 2004 カンザスシティ・ウィザーズ(MLS)
- 2005 ロサンゼルス・ギャラクシー(MLS)
- 2006 シカゴ・ファイアー(MLS)
- 2007 ニューイングランド・レボリューション(MLS)
- 2008 D.C. ユナイテッド(MLS)
- 2009 シアトル・サウンダーズFC(MLS)
- 2010 シアトル・サウンダーズFC(MLS)
- 2011 シアトル・サウンダーズFC(MLS)
- 2012 スポルティング・カンザスシティ(MLS)
- 2013 D.C. ユナイテッド(MLS)
- 2014 シアトル・サウンダーズFC(MLS)
- 2015 スポルティング・カンザスシティ(MLS)
- 2016 FCダラス(MLS)
- 2017 スポルティング・カンザスシティ(MLS)
- 2018 ヒューストン・ダイナモ（MLS）
- 2019 アトランタ・ユナイテッドFC（MLS）
- 2020 新型コロナウイルス感染拡大のため中止
- 2021 新型コロナウイルス感染拡大のため中止
- 2022 オーランド・シティSC (MLS)
- 2023 ヒューストン・ダイナモ（MLS）
- 2024 ロサンゼルスFC （MLS）

## MLSクラブ別成績
| クラブ                               | 優勝 | 準優勝 | 優勝年                 | 準優勝年         |
| ------------------------------------ | ---- | ------ | ---------------------- | ---------------- |
| シカゴ・ファイアーSC                 | 4    | 2      | 1998, 2000, 2003, 2006 | 2004, 2011       |
| シアトル・サウンダーズFC             | 4    | 1      | 2009, 2010, 2011, 2014 | 2012             |
| スポルティング・カンザスシティ       | 4    | 1      | 2004, 2012, 2015, 2017 | 2024             |
| D.C. ユナイテッド                    | 3    | 2      | 1996, 2008, 2013       | 1997, 2009       |
| FCダラス                             | 2    | 2      | 1997, 2016             | 2005, 2007       |
| ロサンゼルス・ギャラクシー           | 2    | 2      | 2001, 2005             | 2002, 2006       |
| ヒューストン・ダイナモ               | 2    | 0      | 2018, 2023             |                  |
| ニューイングランド・レボリューション | 1    | 2      | 2007                   | 2001, 2016       |
| コロンバス・クルーSC                 | 1    | 2      | 2002                   | 1998, 2010       |
| オーランド・シティSC                 | 1    | 0      | 2022                   |                  |
| アトランタ・ユナイテッドFC           | 1    | 0      | 2019                   |                  |
| ロサンゼルスFC                       | 1    | 0      | 2024                   |                  |
| フィラデルフィア・ユニオン           | 0    | 3      |                        | 2014, 2015, 2018 |
| ニューヨーク・レッドブルズ           | 0    | 2      |                        | 2003, 2017       |
| インテル・マイアミCF                 | 0    | 1      |                        | 2023             |
| ミネソタ・ユナイテッドFC             | 0    | 1      |                        | 2019             |
| レアル・ソルトレイク                 | 0    | 1      |                        | 2013             |
| マイアミ・フュージョンFC             | 0    | 1      |                        | 2000             |
| コロラド・ラピッズ                   | 0    | 1      |                        | 1999             |